# Records du Maroc en natation
Voici la liste des Records du Maroc en natation. Il s'agit des meilleurs temps nagés par un nageur marocain en bassin de 50 mètres et 25 mètres.
Ces records sont homologués par la fédération royale marocaine de natation (FRMN).

## Messieurs bassin de 50 mètres
Mis à jour le 10 novembre 2022.
| Discipline                         | Temps          | Athlète                                                  | Naissance           | Âge         | Club                  | Compétition                          | Lieu       | Date              |
| ---------------------------------- | -------------- | -------------------------------------------------------- | ------------------- | ----------- | --------------------- | ------------------------------------ | ---------- | ----------------- |
| Nage libre                         |                |                                                          |                     |             |                       |                                      |            |                   |
| 50 m                               | 22 s 35        | Mahdi AYOUBI                                             | 1998                | 19          | CODM                  | Championnats du Canada               | Montreal   | 04 août 2017      |
| 100 m                              | 50 s 14        | Samy BOUTOUIL                                            | 2000                | 22          | CODM                  | Championnats de France de natation   | Limoges    | 07 avril 2022     |
| 200 m                              | 1 min 51 s 70  | Ali HEMRI                                                | 2001                | 21          | FUS                   | Championnats du Maroc                | Casablanca | 06 août 2022      |
| 400 m                              | 4 min 01 s 79  | Ali HEMRI                                                | 2001                | 21          | FUS                   | Championnats du Maroc                | Casablanca | 08 mai 2022       |
| 800 m                              | 8 min 25 s 83  | Said SABER                                               | 1995                | 21          | CODM                  | Championnat arabe                    | Dubaï      | 7 avril 2016      |
| 1500 m                             | 16 min 12 s 39 | Said CHAHINE                                             | 2005                | 17          | USCM                  | 15èmes Championnats d'Afrique Senior | Tunis      | 24 août 2022      |
| Dos                                |                |                                                          |                     |             |                       |                                      |            |                   |
| 50 m                               | 25 s 39        | Driss LAHRICHI                                           | 1997                | 25          | OCK                   | Championnats du Canada               | Sherbrooke | 05 mars 2022      |
| 100 m                              | 55 s 04        | Driss LAHRICHI                                           | 1997                | 25          | OCK                   | Championnats du Canada               | Sherbrooke | 04 mars 2022      |
| 200 m                              | 2 min 00 s 74  | Driss LAHRICHI                                           | 1997                | 25          | OCK                   | Championnats du Canada               | Sherbrooke | 05 mars 2022      |
| Brasse                             |                |                                                          |                     |             |                       |                                      |            |                   |
| 50 m                               | 28 s 22        | Samy BOUTOUIL                                            | 2000                | 22          | Équipe Nationale      | Championnats du monde de natation    | Budapest   | 20 juin 2022      |
| 100 m                              | 1 min 05 s 85  | Amine Fawzi                                              | 1986                | 27          | USCM                  | Championnats du Maroc                | Casablanca | 28 juillet 2013   |
| 200 m                              | 2 min 23 s 53  | Ahmed Reda ENNAIM                                        | 1996                | 20          | CODM                  | Championnats du Maroc                | Casablanca | 22 mai 2016       |
| Papillon                           |                |                                                          |                     |             |                       |                                      |            |                   |
| 50 m                               | 24 s 11        | Yusuf Tibazi                                             | 1996                | 22          | Équipe Nationale      | Championnats d'Afrique Senior        | Alger      | 13 septembre 2018 |
| 100 m                              | 53 s 89        | Yusuf Tibazi                                             | 1996                | 23          | RAJA                  | Championnats du Maroc                | Casablanca | 22 août 2019      |
| 200 m                              | 2 min 02 s 49  | Said SABER                                               | 1995                | 23          | Équipe Nationale      | Championnats d'Afrique Senior        | Alger      | 14 septembre 2018 |
| 4 nages                            |                |                                                          |                     |             |                       |                                      |            |                   |
| 200 m                              | 2 min 05 s 35  | Morad Berrada                                            | 1991                | 20          | WAC Nautic Club Nîmes | Jeux panarabes (f)                   | Doha       | 21 décembre 2011  |
| 400 m                              | 4 min 25 s 58  | Morad Berrada                                            | 1991                | 21          | Nautic Club Nîmes     | Championnats de France (fb)          | Dunkerque  | 18 mars 2012      |
| Relais équipe nationale nage libre |                |                                                          |                     |             |                       |                                      |            |                   |
| 4 × 50 m                           | 1 min 43 s 53  | Youssef HAFDI Alae GUEROUANI Mahdi ZIDOUHIA Aziz TOUMI   | 1986 1983 1980 1981 | 15 18 21 20 | Équipe Nationale      | Championnats du Maroc                | Casablanca | 22 décembre 2001  |
| 4 × 100 m                          | 3 min 27 s 42  | Issam Zeraidi Amine Kouame Mehdi El Hazzaz Morad Berrada | 1992 1986 1991      | 19 25 20    | Équipe Nationale      | Championnats du Maroc                | Casablanca | 20 décembre 2011  |
| 4 × 200 m                          | 7 min 55 s 24  | Mehdi El Hazzaz Issam Zeraidi Amine Kouame Morad Berrada | 1991 1992 1986 1991 | 19 18 24 19 | Équipe Nationale      | Championnats du Maroc                | Casablanca | 15 septembre 2010 |
| 4 nages                            |                |                                                          |                     |             |                       |                                      |            |                   |
| 4 × 100 m                          | 3 min 58 s 48  | Amine Kouame Amine Fawzi Mehdi El Hazzaz Nabil Chenoun   | 1986 1991 1990      | 24 19 20    | Équipe Nationale      | Championnats du Maroc                | Casablanca | 18 septembre 2010 |
| 4 × 100 m                          | 3 min 58 s 48  | Amine Kouame Amine Fawzi Mehdi El Hazzaz Nabil Chenoun   | 1986 1991 1990      | 24 19 20    | Équipe Nationale      | Championnats du Maroc                | Casablanca | 18 septembre 2010 |

## Dames bassin de 50 mètres
Mis à jour le 13 août 2012
| Discipline                         | Temps          | Athlète | Naissance           | Âge         | Club             | Compétition                                  | Lieu             | Date              |
| ---------------------------------- | -------------- | --- | ------------------- | ----------- | ---------------- | -------------------------------------------- | ---------------- | ----------------- |
| Nage libre                         |                | |                     |             |                  |                                              |                  |                   |
| 50 m                               | 27 s 35        | Sara El Bekri                                                                                                | 1987                | 24          | RCA Natation     | Jeux panarabes (f)                           | Doha             | 20 décembre 2011  |
| 100 m                              | 58 s 30        | Sara El Bekri                                                                                                | 1987                | 23          | RCA Natation     | Championnats d'Afrique (f)                   | Casablanca       | 14 septembre 2010 |
| 200 m                              | 2 min 03 s 10  | Sara El Bekri                                                                                                | 1987                | 24          | RCA Natation     | Jeux panarabes (f)                           | Doha             | 17 décembre 2011  |
| 400 m                              | 4 min 17 s 55  | Sara El Bekri                                                                                                | 1987                | 24          | RCA Natation     | Jeux panarabes (f)                           | Doha             | 19 décembre 2011  |
| 800 m                              | 8 min 49 s 57  | Sara El Bekri                                                                                                | 1987                | 25          | RCA Natation     | Grand prix Jean Boiteux (s)                  | Bordeaux         | 24 février 2012   |
| 1500 m                             | 17 min 04 s 85 | Sara El Bekri                                                                                                | 1987                | 25          | RCA Natation     | 26e meeting de Sarcelles - Val de France (s) | Sarcelles        | 17 février 2012   |
| Dos                                |                | |                     |             |                  |                                              |                  |                   |
| 50 m                               | 31 s 00        | Imane Boulâamane                                                                                             | 1989                | 18          | CNJ              | Jeux arabes                                  | Le Caire         | 16 novembre 2007  |
| 100 m                              | 1 min 07 s 72  | Imane Boulâamane                                                                                             | 1989                | 20          | CNJ              | Jeux méditerranéens (s)                      | Pescara          | 30 juin 2009      |
| 200 m                              | 2 min 26 s 17  | Imane Boulaamane                                                                                             | 1989                | 22          | CNJ              | Championnats de France (s)                   | Strasbourg       | 23 mars 2011      |
| Brasse                             |                | |                     |             |                  |                                              |                  |                   |
| 50 m                               | 31 s 54        | Sara El Bekri                                                                                                | 1987                | 22          | RCA Natation     | Championnats de France                       | Montpellier      | 22 avril 2009     |
| 100 m                              | 1 min 08 s 21  | Sara El Bekri                                                                                                | 1987                | 22          | RCA Natation     | Jeux olympiques (s)                          | Londres          | 29 juillet 2012   |
| 200 m                              | 2 min 25 s 86  | Sara El Bekri                                                                                                | 1987                | 24          | RCA Natation     | Jeux olympiques (d)                          | Londres          | 1er août 2012     |
| Papillon                           |                | |                     |             |                  |                                              |                  |                   |
| 50 m                               | 28 s 96        | Sara El Bekri                                                                                                | 1987                | 25          | RCA Natation     | 26e meeting de Sarcelles - Val de France (f) | Sarcelles        | 17 février 2012   |
| 100 m                              | 1 min 03 s 35  | Shérazade Ramond-Hannane                                                                                     | 1990                | 19          | WAC              | Championnats de France des jeunes (f)        | Chalon-sur-Saône | 22 mai 2009       |
| 200 m                              | 2 min 16 s 21  | Sara El Bekri                                                                                                | 1987                | 24          | RCA Natation     | Jeux panarabes (f)                           | Doha             | 19 décembre 2011  |
| 4 nages                            |                | |                     |             |                  |                                              |                  |                   |
| 200 m                              | 2 min 17 s 24  | Sara El Bekri                                                                                                | 1987                | 24          | RCA Natation     | Jeux panarabes (f)                           | Doha             | 22 décembre 2011  |
| 400 m                              | 4 min 48 s 04  | Sara El Bekri                                                                                                | 1987                | 24          | RCA Natation     | Jeux panarabes (f)                           | Doha             | 18 décembre 2011  |
| Relais équipe nationale nage libre |                | |                     |             |                  |                                              |                  |                   |
| 4 × 100 m                          | 4 min 02 s 77  | Sara El Bekri 58 s 73 Rania El Abdi 1 min 03 s 36 Marwa El Banar 1 min 00 s 34 Noufissa Chbihi 1 min 00 s 34 | 1987 1994 1995 1990 | 24 17 16 21 | RCA Natation     | Jeux panarabes (t)                           | Doha             | 18 décembre 2011  |
| 4 × 200 m                          | 8 min 43 s 40  | Rania El Abdi Shérazade Ramond-Hanane Noufissa Chbihi Sara El Bekri                                          | 1994 1990 1987      | 16 20 23    | WAC RCA Natation | Championnats d'Afrique (ct)                  | Casablanca       | 13 septembre 2010 |
| 4 nages                            |                | |                     |             |                  |                                              |                  |                   |
| 4 × 100 m                          | 4 min 22 s 21  | Imane Boulâamane Sara El Bekri Noufissa Chbihi Marwa El Banar                                                | 1989 1987 1990 1995 | 22 24 21 16 | RCA Natation ADM | Jeux panarabes (f)                           | Doha             | 17 décembre 2011  |

## Messieurs bassin de 25 mètres
(Mis à jour le 13 juin 2010)
| Discipline              | Temps          | Athlète                                                           | Naissance | Âge   | Club                    | Compétition                       | Lieu             | Date             |
| ----------------------- | -------------- | ----------------------------------------------------------------- | --------- | ----- | ----------------------- | --------------------------------- | ---------------- | ---------------- |
| Nage libre              |                |                                                                   |           |       |                         |                                   |                  |                  |
| 50 m                    | 22 s 14        | Mehdi Ayoubi                                                      | 1998      | 19    | CODM de Meknès          |                                   | Meknès           | 12 février 2017  |
| 100 m                   | 50 s 99        | Amine Kouame                                                      | 1986      | 25    | USF                     | Championnat d'hiver (fb)          | Meknès           | Février 2012     |
| 200 m                   | 1 min 50 s 62  | Adil Bellaz                                                       | 1981      |       | USCM                    | Meeting de l'océan indien (f)     | Le Port          | 29 décembre 2003 |
| 400 m                   | 3 min 55 s 36  | Morad Berrada                                                     | 1991      | 19    |                         | Championnats de France (s)        | Chartres         | 5 décembre 2010  |
| 800 m                   | 8 min 29 s 93, | Morad Berrada                                                     | 1991      | 19    |                         | Championnats régionaux interclubs | Montpellier      | 14 novembre 2010 |
| 1500 m                  | 15 min 54 s 51 | Morad Berrada                                                     | 1991      | 19    |                         | Championnats régionaux interclubs | Montpellier      | 14 novembre 2010 |
| Dos                     |                |                                                                   |           |       |                         |                                   |                  |                  |
| 50 m                    | 26 s 38        | Amine Kouame                                                      | 1986      | 25    | US Fès                  | Championnat d'hiver               | Meknes           | 16 février 2012  |
| 100 m                   | 56 s 60        | Amine Kouame                                                      | 1986      | 25    | US Fès                  | Championnat d'hiver               | Meknes           | 16 février 2012  |
| 200 m                   | 2 min 03 s 46  | Amine Kouame                                                      | 1986      |       | US Fès                  |                                   | Meknès           | 2 avril 2010     |
| Brasse                  |                |                                                                   |           |       |                         |                                   |                  |                  |
| 50 m                    | 29 s 24        | Adil Bellaz                                                       | 1986      |       | USCM                    | Meeting de l'océan indien (f)     | Le Port          | 30 décembre 2003 |
| 100 m                   | 1 min 04 s 33  | Adil Bellaz                                                       | 1986      |       | USCM                    |                                   | Paris            | 18 janvier 2002  |
| 200 m                   | 2 min 22 s 41  | Youssef Hafdi                                                     |           |       | CNJ CN Chalon-sur-Saône | Championnats interclubs           | Chalon-sur-Saône | 5 décembre 2004  |
| Papillon                |                |                                                                   |           |       |                         |                                   |                  |                  |
| 50 m                    | 24 s 98        | Bilal Achelhi                                                     | 1992      | 19    | CODM                    | Championnats du Maroc (f)         | Meknès           | 10 avril 2011    |
| 100 m                   | 56 s 30        | Bilal Achelhi                                                     | 1992      | 19    | CODM                    | Championnats du Maroc (f)         | Meknès           | 7 avril 2011     |
| 200 m                   | 2 min 07 s 73  | Mehdi El Hazzaz                                                   | 1991      | 20    | WAC Nogent Natation 94  | Championnat du Maroc (f)          | Meknès           | 8 avril 2011     |
| 4 nages                 |                |                                                                   |           |       |                         |                                   |                  |                  |
| 100 m                   | 56 s 97        | Amine Kouame                                                      | 1986      | 25    | US Fès                  | Championnats d'hiver du Maroc (f) | Meknès           | 16 février 2012  |
| 200 m                   | 2 min 03 s 59  | Morad Berrada                                                     | 1991      | 20    |                         | Championnats de France (s)        | Angers           | 4 décembre 2011  |
| 400 m                   | 4 min 18 s 78  | Morad Berrada                                                     | 1991      | 20    |                         | Championnats de France (s)        | Angers           | 3 décembre 2011  |
| Relais équipe nationale |                |                                                                   |           |       |                         |                                   |                  |                  |
| 4 × 50 m NL             | 1 min 57 s 12  | Wadie Ibani Mohamed Amine Hafdi Chady Benmoussa Selmane Lyagoubi  |           |       | CNJ                     |                                   | Rabat            | 19 juillet 2008  |
| 4 × 100 m NL            | 3 min 34 s 82  | Amine Fawzi Nabil Chenoun Adil Assouab Badreddine Hanna           |           |       | USCM                    | Championnats du Maroc (f)         | Meknès           | 3 avril 2010     |
| 4 × 200 m NL            | 8 min 09 s 98  | Aziz Toumi Mansour Badri Mahdi Zidouhia Saad Khalloqi             |           |       | WAC                     |                                   | El Jadida        | 31 mars 2001     |
| 4 × 50 m 4N             | 2 min 31 s 37  | Nizar El Alami Mehdi Moulay Berkchi Kalil Alaoui El Mehdi Chabadi | 1998 1997 | 12 13 | USCM                    | Critérium régionaux III (s)       | Rabat            | 16 mai 2010      |
| 4 × 100 m 4N            | 3 min 58 s 14  | Aziz Toumi Hicham Benyaich Saad Khalloqi Mahdi Zidouhia           |           |       | WAC                     | Championnats du Maroc             | El Jadida        | 31 mars 2001     |

## Dames bassin de 25 mètres
(Au 17 décembre 2011)
| Discipline              | Temps          | Athlète                                                             | Naissance           | Âge         | Club         | Compétition                           | Lieu      | Date             |
| ----------------------- | -------------- | ------------------------------------------------------------------- | ------------------- | ----------- | ------------ | ------------------------------------- | --------- | ---------------- |
| Nage libre              |                |                                                                     |                     |             |              |                                       |           |                  |
| 50 m                    | 27 s 35        | Sara El Bekri                                                       | 1987                | 24          | RCA Natation | Championnats du Maroc (s)             | Meknès    | 10 avril 2011    |
| 100 m                   | 59 s 09        | Sara El Bekri                                                       | 1987                | 23          | RCA Natation |                                       |           | 13 octobre 2010  |
| 200 m                   | 2 min 03 s 45  | Sara El Bekri                                                       | 1987                | 24          | RCA Natation | Championnats du Maroc (s)             | Meknès    | 9 avril 2011     |
| 400 m                   | 4 min 23 s 33  | Sara El Bekri                                                       | 1987                | 20          | RCA Natation |                                       |           | 9 décembre 2007  |
| 800 m                   | 8 min 54 s 51  | Sara El Bekri                                                       | 1987                | 24          | RCA Natation | Meeting national d'automne (s)        | Compiègne | 13 novembre 2011 |
| 1500 m                  | 17 min 37 s 88 | Rania El Abdi                                                       | 1994                | 17          | USCM         | Interclubs régionaux(s)               | Kénitra   | 27 novembre 2011 |
| Dos                     |                |                                                                     |                     |             |              |                                       |           |                  |
| 50 m                    | 31 s 48        | Imane Boulaamane                                                    | 1989                | 21          | CNJ          | Championnats de France (s)            | Chartres  | 5 décembre 2010  |
| 100 m                   | 1 min 06 s 22  | Imane Boulaamane                                                    | 1989                | 21          | CNJ          | Championnats de France (s)            | Chartres  | 4 décembre 2010  |
| 200 m                   | 2 min 21 s 95  | Imane Boulaamane                                                    | 1989                | 21          | CNJ          | Championnats de France (s)            | Chartres  | 3 décembre 2010  |
| Brasse                  |                |                                                                     |                     |             |              |                                       |           |                  |
| 50 m                    | 31 s 38        | Sara El Bekri                                                       | 1987                | 24          | RCA Natation | Championnats de France (f)            | Angers    | 4 décembre 2011  |
| 100 m                   | 1 min 06 s 50  | Sara El Bekri                                                       | 1987                | 24          | RCA Natation | Championnats de France (f)            | Angers    | 2 décembre 2011  |
| 200 m                   | 2 min 23 s 54  | Sara El Bekri                                                       | 1987                | 24          | RCA Natation | Championnats de France (s)            | Angers    | 3 décembre 2011  |
| Papillon                |                |                                                                     |                     |             |              |                                       |           |                  |
| 50 m                    | 28 s 97        | Sara El Bekri                                                       | 1987                | 24          | RCA Natation | Championnats du Maroc (s)             | Meknès    | 10 avril 2011    |
| 100 m                   | 1 min 02 s 58  | Sara El Bekri                                                       | 1987                | 24          | RCA Natation | Meeting national d'automne sprint (s) | Compiègne | 13 novembre 2011 |
| 200 m                   | 2 min 21 s 67  | Shérazade Ramond-Hannane                                            | 1990                | 18          | WAC          |                                       | Angers    | 7 décembre 2008  |
| 4 nages                 |                |                                                                     |                     |             |              |                                       |           |                  |
| 100 m                   | 1 min 02 s 98  | Sara El Bekri                                                       | 1987                | 23          | RCA Natation | Championnats du monde (s)             | Dubaï     | 16 décembre 2010 |
| 200 m                   | 2 min 15 s 39  | Sara El Bekri                                                       | 1987                | 23          | RCA Natation | Championnats du monde (s)             | Dubaï     | 18 décembre 2010 |
| 400 m                   | 4 min 48 s 22  | Sara El Bekri                                                       | 1987                | 23          | RCA Natation | Championnats du monde (s)             | Dubaï     | 15 décembre 2010 |
| Relais équipe nationale |                |                                                                     |                     |             |              |                                       |           |                  |
| 4 × 50 m NL             | 2 min 02 s 27  | Lilia Karrakchou Rita El Boukhari Kenza Lyagoubi Imane Boulaamane   | 1992 1989 1994 1989 | 17 20 15 20 | CNJ          | Meeting du FUS                        | Rabat     | 18 juillet 2009  |
| 4 × 100 m NL            | 4 min 16 s 58  | Lilia Karrakchou Rita El Boukhari Kenza Lyagoubi Imane Boulaamane   | 1992 1989 1994 1989 | 16 19 14 19 | CNJ          |                                       | Rabat     | 6 juillet 2008   |
| 4 × 200 m NL            | 9 min 17 s 06  | Kenza Lyagoubi Rita El Boukhari Imane Boulaamane Lilia Karrakchou   |                     |             | CNJ          |                                       | Tétouan   | 28 mars 2009     |
| 4 × 50 m 4N             | 2 min 21 s 25  | Narjisse El Masnaoui Houda Salek Fadwa Salek Yasmine El Masnaoui    |                     |             | USCM         | Critérium régional 3                  | Rabat     | 16 mai 2010      |
| 4 × 100 m 4N            | 4 min 46 s 43  | Imane Boulaamane Marwa Boulaamane Lilia Karrakchou Rita El Boukhari |                     |             | CNJ          |                                       | Rabat     | 6 juillet 2008   |